# العلاقات القطرية المالية
العلاقات القطرية المالية هي العلاقات الثنائية التي تجمع بين قطر ومالي.

## مقارنة بين البلدين
هذه مقارنة عامة ومرجعية للدولتين:
| وجه المقارنة                                              | قطر           | مالي            |
| --------------------------------------------------------- | ------------- | --------------- |
| المساحة (كم2)                                             | 11.44 ألف     | 1.24 مليون      |
| عدد السكان (نسمة)                                         | 2.64 مليون    | 18.54 مليون     |
| الكثافة السكانية (ن./كم²)                                 | 230.77        | 14.95           |
| العاصمة                                                   | الدوحة        | باماكو          |
| اللغة الرسمية                                             | اللغة العربية | لغة فرنسية      |
| العملة                                                    | ريال قطري     | فرنك غرب أفريقي |
| الناتج المحلي الإجمالي (بليون دولار)                      | 167.61 مليار  | 15.29 مليار     |
| الناتج المحلي الإجمالي (تعادل القوة الشرائية) بليون دولار | 316.40 مليار  | 35.69 مليار     |
| الناتج المحلي الإجمالي الاسمي للفرد دولار أمريكي          | 73.65 ألف     | 724             |
| الناتج المحلي الإجمالي للفرد دولار أمريكي                 | 141.54 ألف    | 1.60 ألف        |
| مؤشر التنمية البشرية                                      | 0.850         | 0.419           |
| رمز المكالمات الدولي                                      | +974          | +223            |
| رمز الإنترنت                                              | .qa           | .ml             |
| المنطقة الزمنية                                           | ت ع م+03:00   | 00              |

## منظمات دولية مشتركة
يشترك البلدان في عضوية مجموعة من المنظمات الدولية، منها:
| علم المنظمة | اسم المنظمة                               | تاريخ انضمام قطر | تاريخ انضمام مالي |
| ----------- | ----------------------------------------- | ---------------- | ----------------- |
|             | الأمم المتحدة                             | 21 سبتمبر 1971   | 28 سبتمبر 1960    |
|             | منظمة التجارة العالمية                    | ?                | ?                 |
|             | منظمة التعاون الإسلامي                    | ?                | ?                 |
|             | منظمة الشرطة الجنائية الدولية             | ?                | ?                 |
|             | المركز الدولي لتسوية المنازعات الاستشارية | 20 يناير 2011    | 2 فبراير 1978     |
|             | الاتحاد الدولي للاتصالات                  | 27 مارس 1973     | 21 أكتوبر 1960    |
|             | البنك الدولي للإنشاء والتعمير             | 25 سبتمبر 1972   | 27 سبتمبر 1963    |
|             | الاتحاد البريدي العالمي                   | ?                | ?                 |
|             | منظمة حظر الأسلحة الكيميائية              | ?                | ?                 |
|             | مؤسسة التمويل الدولية                     | 11 أكتوبر 2008   | 9 مايو 1978       |
|             | وكالة ضمان الاستثمار متعدد الأطراف        | 22 أكتوبر 1996   | 22 أكتوبر 1992    |
|             | يونسكو                                    | 27 يناير 1972    | 7 نوفمبر 1960     |

## أعلام
هذه قائمة لبعض الشخصيات التي تربطها علاقات بالبلدين:
- عاصم ماديبو (لاعب كرة قدم قطري، 22 أكتوبر 1996[20] – )

## وصلات خارجية
- موقع وزارة الخارجية القطرية